# 宗胤寺
宗胤寺（そういんじ）は、千葉県千葉市中央区にある曹洞宗の寺院。

## 歴史
弘安年間（1278年 - 1288年）、千葉宗胤の開基である。宗胤の父頼胤は元寇で負傷し亡くなっており、頼胤を始めとする一族の戦死者の菩提を弔うために寺を創建した。
元々は同市同区中央（千葉県庁から都川をはさんだ向こう岸）に位置していたが、1945年（昭和20年）の千葉空襲で焼失した。そして戦後の都市計画で現在地に移転した。

## 文化財
- 伝千葉宗胤五輪塔（千葉市指定文化財 昭和42年度指定）[2]

## 交通アクセス
- 作草部駅より徒歩5分。